# توپولف تو-۸
توپولف تو-۸ (به انگلیسی: Tupolev Tu-8) یک هواگرد ساختِ کارخانهٔ توپولف در کشور اتحاد جماهیر سوسیالیستی شوروی است. این هواگرد برای نخستین بار در ۲۴ مه ۱۹۴۷ میلادی مورد استفاده قرار گرفت.